# 2019 у музиці
Ця стаття присвячена музичним подіям 2019 року.

## Річниці композиторів
- 390 (?) — Симеон Пекалицький
- 275 — Рачинський Андрій Андрійович
- 210 — Рудковський Матвій
- 175 — Альбрехт Людвіг Карлович, Ганицький Тадей Денисович
- 170 — Гладкий Гордій Павлович
- 160 — Мулерт Фрідріх Вільгельмович, Копко Максим, Риб Євген Августович
- 155 — Андрейко Дмитро Андрійович, Топольницький Генрик Генрикович
- 150 — Вітошинський Омелян Михайлович
- 145 — Абрисовський Савин Йосипович, Коссак Михайло Андрійович
- 140 — Людкевич Станіслав Пилипович, Сениця Павло Іванович, Ступницький Василь Петрович
- 135 — Батюк Порфирій Кирилович, Радзієвський Микола Іванович
- 130 — Ревуцький Лев Миколайович, Бобикевич Остап Олексійович, Євсевський Федір Андрійович, Глушков Петро Тарасович, Овчаренко Василь Іванович, Житченко Василь Андрійович
- 125 — Крижанівський Богдан Володимирович, Бойченко Микола Романович, Радченко Олександр Маркович, Фоменко Микола Олександрович
- 120 — Покрасс Дмитро Якович, Йориш Володимир Якович, Ольховський Андрій Васильович, Рябов Олексій Пантелеймонович, Скалецький Родіон Андрійович, Шуть Василь Кирилович, Тишкевич-Азважинський Семен Петрович
- 115 — Таранов Гліб Павлович, Богданов Федір Федорович, Балтарович Володимир Симеонович, Орфеєв Серафим Дмитрович, Остапенко Зиновій Трифонович, Рибальченко Всеволод Петрович, Савицький Роман,
- 110 — Кос-Анатольський Анатолій Йосипович, Їжакевич Михайло Іванович, Мирович Роман Гнатович, Лазаренко Андрій Костянтинович, Смеречанський Ярослав Васильович, Цимбалістий Євген Миколайович,
- 105 — Гомоляка Вадим Борисович, Стеценко Вадим Кирилович,
- 100 — Різоль Микола Іванович, Сидоренко-Малюкова Тамара Степанівна, Цимбора Юрій,
- 95 — Завгородній Георгій Фадійович, Ковач Ігор Костянтинович, Польський Ілля Самійлович,
- 90 — Ельгісер Йосип Мойсейович, Алексеєнко Борис Васильович, Михайлюк Василь Пилипович, Цицалюк Григорій Никифорович, Хома Ігор Йосипович, Юр'єв Флоріан Ілліч,
- 85 — Караманов Алемдар Сабітович, Губаренко Віталій Сергійович, Мафтуляк Михайло Васильович, Маціяка Анатолій Дмитрович, Давиденко Володимир Олександрович, Найдук Йосип Михайлович, Патрича Донат Костянтинович,
- 80 — Дичко Леся Василівна, Костін Олександр Васильович, Філіпенко Віталій Аркадійович, Голінатий Петро Миколайович, Курінський Валерій Олександрович, Оберенко Володимир Тихонович, Смогитель Василь Володимирович, Чухрай Олексій Іванович,
- 75 — Гуцал Віктор Омелянович, Крутиков Святослав Леонтійович, Чембержі Михайло Іванович, Дацик Микола Володимирович, Поляруш Ігор Анатолійович, Старушик Петро Пилипович, Фрейдлін Ян Михайлович,
- 70 — Віленський Костянтин Михайлович, Івасюк Володимир Михайлович, Алжнєв Юрій Борисович, Каландьонок Микола Анатолійович, Марцинківський Олег Олександрович, Іван Попович, Птушкін Володимир Михайлович, Шумейко Володимир Вікторович, Льонко Євген Олександрович, Мамонов Сергій Олексійович, Бородицька Людмила Аронівна, Громцев Валерій Павлович, Іонафан (Єлецьких), Злонкевич Ярослав Васильович, Криворотова Любов Олексіївна, Сторонський Василь Миронович, Хорунжий Володимир Анатолійович, Шербул Іван Петрович,
- 65 — Гронський Володимир Петрович, Губанов Яків Іванович, Назаров В'ячеслав Євгенович, Спаринський Олександр Йосипович, Ходаківський Олександр Володимирович, Шинкарук Володимир Федорович, Домшинський Володимир Васильович, Гамера Володимир Олександрович, Рева Віктор Якович, Збарацький Микола Васильович, Пенюк-Водоніс Ольга Володимирівна, Ганзбург Григорій Ізраїлевич, Розанов Анатолій Володимирович,
- 60 — Гіга Степан Петрович, Миколайчук Андрій Михайлович, Губаренко Ірина Віталіївна, Барбакару Анатолій Іванович, Герасименко Оксана Василівна, Гончаренко Віктор Вікторович, Демарін Ігор Борисович, Крет Зіновій Миколайович, Крисько Віктор Васильович, Мельник Роман Васильович, Резцов Олег Євгенович, Фролов Сергій Володимирович,
- 55 — Луньов Святослав Ігорович, Павляк Кость, Сінчук Слава,
- 50 — Мрежук Павло Павлович
- 45 — Підкаура Сергій Іванович, Ступка Євген Олегович
- 40 — Сидоренко Любава Вікторівна, Антонюк Валерій Юрійович, Войт Володимир Володимирович,
- 35 — Вікторія Кохана.

## Події
- травень 2019 — 64-й пісенний конкурс Євробачення, який буде проводитися в Ізраїлі.

## Музичні альбоми

### Січень 2019
| Дата     | Виконавець                 | Назва альбому                                  |
| -------- | -------------------------- | ---------------------------------------------- |
| 4 січня  | Legion of the Damned       | «Slaves of the Shadow Realm»                   |
| 11 січня | Born of Osiris             | «The Simulation»                               |
| 11 січня | Gnash                      | «we»                                           |
| 11 січня | Jack & Jack                | «A Good Friend Is Nice»                        |
| 11 січня | The Kentucky Headhunters   | «Live at the Ramblin' Man Fair»                |
| 11 січня | Randy Houser               | «Magnolia»                                     |
| 11 січня | Soilwork                   | «Verkligheten»                                 |
| 17 січня | Крістіна Перрі             | «Songs for Carmella: Lullabies & Sing-a-Longs» |
| 18 січня | Papa Roach                 | «Who Do You Trust?»                            |
| 18 січня | Еліс Мертон                | «Mint»                                         |
| 18 січня | Cody Johnson               | «Ain't Nothin' to It»                          |
| 18 січня | Fever 333                  | «Strength in Numb333rs»                        |
| 18 січня | Future                     | «The Wizrd»                                    |
| 18 січня | Джеймс Блейк               | «Assume Form»                                  |
| 18 січня | Maggie Rogers              | «Heard It in a Past Life»                      |
| 18 січня | Mike Posner                | «A Real Good Kid»                              |
| 18 січня | Ronnie Milsap              | «Ronnie Milsap: The Duets»                     |
| 18 січня | Steve Gunn                 | «The Unseen In Between»                        |
| 25 січня | Backstreet Boys            | «DNA»                                          |
| 25 січня | Bring Me the Horizon       | «Amo»                                          |
| 25 січня | Bethel Music               | «Victory»                                      |
| 25 січня | Boogie                     | «Everything's for Sale»                        |
| 25 січня | Fedez                      | «Paranoia Airlines»                            |
| 25 січня | Michael Franti & Spearhead | «Stay Human, Vol. II»                          |
| 25 січня | Rival Sons                 | «Feral Roots»                                  |
| 25 січня | Rudimental                 | «Toast to Our Differences»                     |

### Лютий 2019
| Дата      | Виконавець           | Назва альбому                                   |
| --------- | -------------------- | ----------------------------------------------- |
| 1 лютого  | Avantasia            | «Moonglow»                                      |
| 1 лютого  | American Authors     | «Seasons»                                       |
| 1 лютого  | Within Temptation    | «Resist»                                        |
| 1 лютого  | Ladytron             | «Ladytron»                                      |
| 1 лютого  | Broods               | «Don't Feed the Pop Monster»                    |
| 1 лютого  | Brian Cadd           | «Silver City»                                   |
| 1 лютого  | Girlpool             | «What Chaos Is Imaginary»                       |
| 1 лютого  | Ніна Несбіт          | «The Sun Will Come Up, the Seasons Will Change» |
| 1 лютого  | White Lies           | «Five»                                          |
| 1 лютого  | Highasakite          | «Uranium Heart»                                 |
| 8 лютого  | Beast In Black       | «From Hell With Love»                           |
| 8 лютого  | Joanne Shaw Taylor   | «Reckless Heart»                                |
| 8 лютого  | LCD Soundsystem      | «Electric Lady Sessions»                        |
| 14 лютого | Тріша Єрвуд          | «Let's Be Frank»                                |
| 15 лютого | Авріл Лавінь         | «Head Above Water»                              |
| 15 лютого | Rotting Christ       | «The Heretics»                                  |
| 15 лютого | Betty Who            | «Betty»                                         |
| 15 лютого | Florida Georgia Line | «Can't Say I Ain't Country»                     |
| 15 лютого | Hayes Carll          | «What It Is»                                    |
| 15 лютого | RY X                 | «Unfurl»                                        |
| 15 лютого | Tedeschi Trucks Band | «Signs»                                         |
| 22 лютого | Dream Theater        | «Distance Over Time»                            |
| 22 лютого | Badflower            | «OK, I'm Sick»                                  |
| 22 лютого | Last in Line         | «II»                                            |
| 22 лютого | Overkill             | «The Wings of War»                              |
| 22 лютого | Rock Goddess         | «This Time»                                     |

### Березень 2019
| Дата       | Виконавець              | Назва альбому                              |
| ---------- | ----------------------- | ------------------------------------------ |
| 1 березня  | Anteros                 | «When We Land»                             |
| 1 березня  | Hozier                  | «Wasteland, Baby!»                         |
| 1 березня  | The Japanese House      | «Good at Falling»                          |
| 1 березня  | Pond                    | «Tasmania»                                 |
| 1 березня  | Queensrÿche             | «The Verdict»                              |
| 1 березня  | Sigrid                  | «Sucker Punch»                             |
| 1 березня  | Tom Walker              | «What a Time to Be Alive»                  |
| 1 березня  | Weezer                  | «Weezer»                                   |
| 8 березня  | Dido                    | «Still on My Mind»                         |
| 8 березня  | David Gray              | «Gold in a Brass Age»                      |
| 8 березня  | Foals                   | «Everything Not Saved Will Be Lost Part 1» |
| 8 березня  | Джеймс Моррісон         | «You're Stronger Than You Know»            |
| 15 березня | The Cinematic Orchestra | «To Believe»                               |
| 22 березня | Nesli                   | «Vengo in pace»                            |
| 22 березня | Jack Savoretti          | «Singing to Strangers»                     |
| 29 березня | Лана Дель Рей           | «Norman Fucking Rockwell»                  |
| 29 березня | Whitechapel             | «The Valley»                               |
| березень   | Девін Таунсенд          | «Empath»                                   |

## Засновані колективи
- AB6IX
- Ол.Ів.'Є
- D mol
- Everglow
- Fo Sho
- Oneus
- SuperM
- TXT (гурт)
- X1 (гурт)

## Колективи, які поновились
- Kazaky

## Колективи, які розпалися
- The Cranberries

- TWiiNS

## Концерти в Україні
Зарубіжні виконавці

## Нагороди

### Премія «Греммі»
61-ша церемонія «Греммі» відбудеться 10 лютого 2019 у комплексі Стейплс-центр у Лос-Анджелесі.